# Yoshiyuki Sadamoto
Yoshiyuki Sadamoto (貞本 義行 Sadamoto Yoshiyuki, Shūnan, Prefectura de Yamaguchi, 29 de gener de 1962), és un dibuixant japonès de manga i un dels fundadors dels Estudis d'animació GAINAX. És especialment conegut per ser el dissenyador de personatges de la sèrie d'anime Neon Genesis Evangelion, així com l'autor de l'adaptació al manga homònim.

## Biografia
Nascut a la Prefectura de Yamaguchi, el 29 de gener de 1962, va cursar estudis d'art a la Universitat de Tòquio. Posteriorment, va cofundar l'estudi d'animació GAINAX el 1984 juntament amb d'altres, com Hideaki Anno, amb qui va treballar estretament en col·laboracions de diferents animes.
Una vegada a GAINAX, va passar a treballar com a dissenyador oficial en mangues i animes com Neon Genesis Evangelion, Fushigi no Umi no Nadia, FLCL o Honneamise no Tsubasa. Les seves tècniques han aportat a GAINAX una major importància i distinció arreu del món artístic del manga. A Neon Genesis Evangelion ha treballat tant la seva versió anime com la seva adaptació al manga. Respecte al disseny de personatges de la sèrie, com la Rei Ayanami, Hideaki Anno li va aconsellar sobre el perfil psicològic-emocional d'aquests al moment de concebre'ls i dibuixar-los.
El 1998 va dissenyar la portada del àlbum Pilgrim del músic britànic Eric Clapton.
Ha intervingut en la nova obra de Rebuild of Evangelion, una tetralogia de pel·lícules del seu company Hideaki Anno. Així doncs, ha destacat recentment com a director d'animació en la pel·lícula Evangelion: 1.0 You Are (Not) Alone (2007) i també en l'animació de l'episodi 27 de l'anime Tengen Toppa Gurren Lagann.